# Stanisław Lanckoroński (starosta małogoski)
Stanisław Lanckoroński herbu Zadora (zm. 1650) – starosta małogoski, współdziedzic dóbr włodzisławskich. 

## Rodzina
Pochodził z gałęzi Lanckorońskich osiadłej na Włodzisławiu. Był synem Samuela Lanckorońskiego, (zm. 1638) i Zofii Firlej (zm. 1645).  

### Wywód genealogiczny
| 4. Hieronim na Włodzisławiu Lanckoroński |  |                        |  |  |                           |
|                                          |  | 2. Samuel Lanckoroński |  |  |                           |
| 5. Anna Drohiczyńska                     |  |                        |  |  |                           |
|                                          |  |                        |  |  | 1. Stanisław Lanckoroński |
| 6. Jan Firlej                            |  |                        |  |  |                           |
|                                          |  | 3. Zofia Firlej        |  |  |                           |
| 7. Gertruda Opalińska                    |  |                        |  |  |                           |
|                                          |  |                        |  |  |                           |

## Krótka biografia
- miał liczne rodzeństwo; w odróżnieniu od braci nie brał aktywnego udziału w życiu politycznym kraju, stąd zachowały się o nim tylko skąpe informacje,
- był współdziedzicem dóbr włodzisławskich, w roku 1649 brat Wespazjan zrzekł się na rzecz Stanisława swej części Wodzisławia i Mokrska oraz wsi Klemencic i Zielonek. Stanisław zobowiązany został do zaopatrzenia sióstr Elżbiety i Anny, które wybrały drogę zakonną. Dotrzymał warunków umowy, gdyż ostały się dowody, że zakonnicom Elżbiecie i Annie zabezpieczył 40 florenów rocznie na wsiach Klemencice i Zielonki.
- 1638 – otrzymał starostwo małogoskie dzięki cesji matki[1]; prowadził spór o granice starostwa z okoliczną szlachtą i z proboszczem małogoskim,
- 1639 – zaorał 44 zagony plebańskie położone po lewej stronie drogi prowadzącej z Małogoszcza do Kozłowa. Polecił swym poddanym rozkopać w ośmiu miejscach drogę i zaorać ją. Obszar ten zagrodził żerdziami i zasiał na nim żyto[2]. Sprawa znalazła się przed sądem grodzkim w Chęcinach. Proboszcz małogoski nie odzyskał już zajętych przez starostę zagonów. Starosta Stanisław Lanckoroński zamierzał też zlikwidować istniejący podział Małogoszcza[3]. Egzekwował nawet wbrew woli proboszcza czynsze od mieszczan, których domy stały na terenie kościelnym[4]. Tak jak jego ojciec był zainteresowany rozwojem i bogaceniem się miasta, bowiem dzięki większej liczbie mieszkańców, a szczególnie rzemieślników, wzrastały też dochody starostwa.
- 1648 – uczestniczył w elekcji Jana Kazimierza,
- 1649 – probostwo małogoskie objął jego brat Wespazjan Lanckoroński, jako koadiutor zmarłego Jakuba Chrostkowica[5].
- umarł w roku 1650

Pomimo dwukrotnego małżeństwa, po raz pierwszy w 1645 r. z Anną Marią Krasińską, kasztelanką ciechanowską, a po raz drugi w 1649 z Anną Szyszkowską, córką Piotra, kasztelana wojnickiego, zmarł bezdzietnie.